# Basílica de Santa Sofia (Roma)
Santa Sofia a Via Boccea ou Basílica de Santa Sofia na Via Boccea é uma igreja titular e basílica menor em Roma, Itália, dedicada a Santa Sabedoria (em latim: Sancta Sophia), um dos dons do Espírito Santo. Ela serviu também como igreja-mãe da Igreja Greco-Católica Ucraniana, que está em comunhão plena com o papa, enquanto a Catedral de São Jorge, em Lviv, esteve sob controle da Igreja Ortodoxa Russa.
É uma das igrejas nacionais dos ucranianos em Roma, um ponto de encontro e centro de devoção religiosa a comunidade. A Divina Liturgia é celebrada de acordo com o rito bizantino-ucraniano.

## História
A igreja foi construída entre 1967 e 1968 por ordem do cardeal Josyf Slipyj, metropolita da Igreja Católica Ucraniana, que havia passado vinte anos preso num GULAG soviético na Sibéria e havia sido solto em 1963, mas não recebeu permissão para retornar para a República Socialista Soviética da Ucrânia. Ela foi inspirada na Catedral de Santa Sofia de Kiev. As relíquias do papa São Clemente I (r. 88–97) estão abrigadas na igreja, que conta ainda com uma iconóstase, típica do rito bizantino, pintada por Juvenalij Josyf Mokryckyj.
In 1985, o papa São João Paulo II transformou-a em igreja titular, digna de um cardeal-presbítero. O primeiro protetor do título de Santa Sofia na Via Boccea foi Myroslav Ivan Lubachivsky e o atual é Mykola Byczok, Eparca dos Santos Pedro e Paulo em Melbourne para os ucranianos. Em 1998, a igreja foi elevada ao status de basílica menor.